# Біла Пшемша
Біла Пшемша (пол. Biala Przemsza) — річка в Польщі, у Малопольському й Сілезькому воєводствах. Ліва притока Пшемши, (басейн Балтійського моря).

## Опис
Довжина річки 63,9 км, найкоротша відстань між витоком і гирлом — 44,94 км, коефіцієнт звивистості річки — 1,43 ; площа басейну водозбору 876,6  км². Формується притоками, багатьма безіменними струмками, загатами та частково каналізована.

## Розташування
Бере початок на Краківсько-Ченстоховській височині. Тече переважно на південний захід і на південно-східній околиці міста Сосновець з'єднується з Чорною Пшемшою, утворюючи річку Пшемшу, ліву притоку Вісли.
Населені пункти вздовж берегової смуги: Ключе-Осада, Кузниця Блендовська, Блендов, Руди, Славкув, Мачкі, Явожна, Єнзор.

## Притоки
- Центурія, Потік Блендівський, Бобрик (праві); Біла, Штола, Козиний Брід (ліві).

## Цікаві факти
- У багатьох місцях річку перетинають автошляхи та залізниці.
- У верхів'ї річка протікає через Блендувську пустелю.

## Галерея

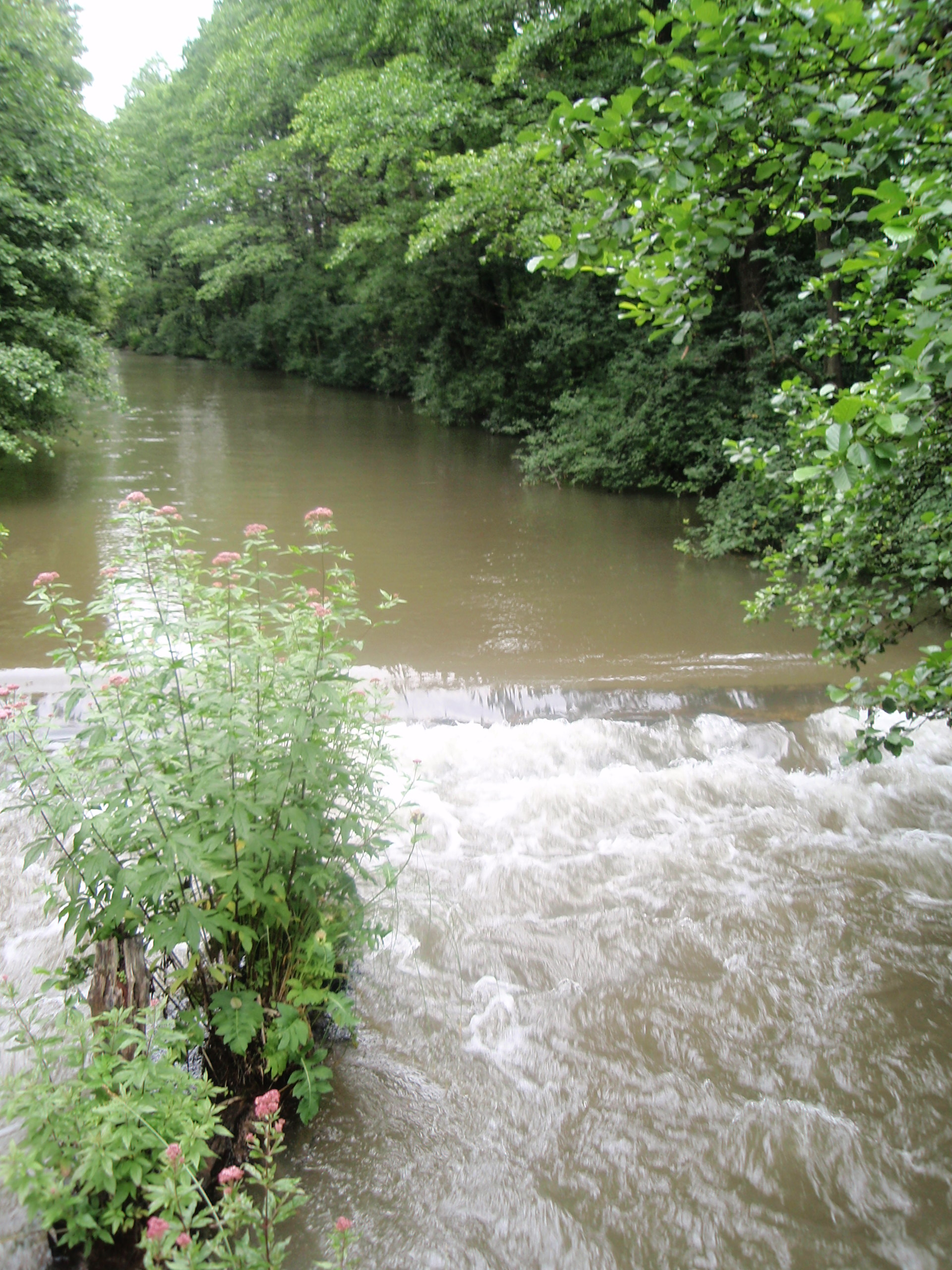
Біла Пшемша у Старих Мачках
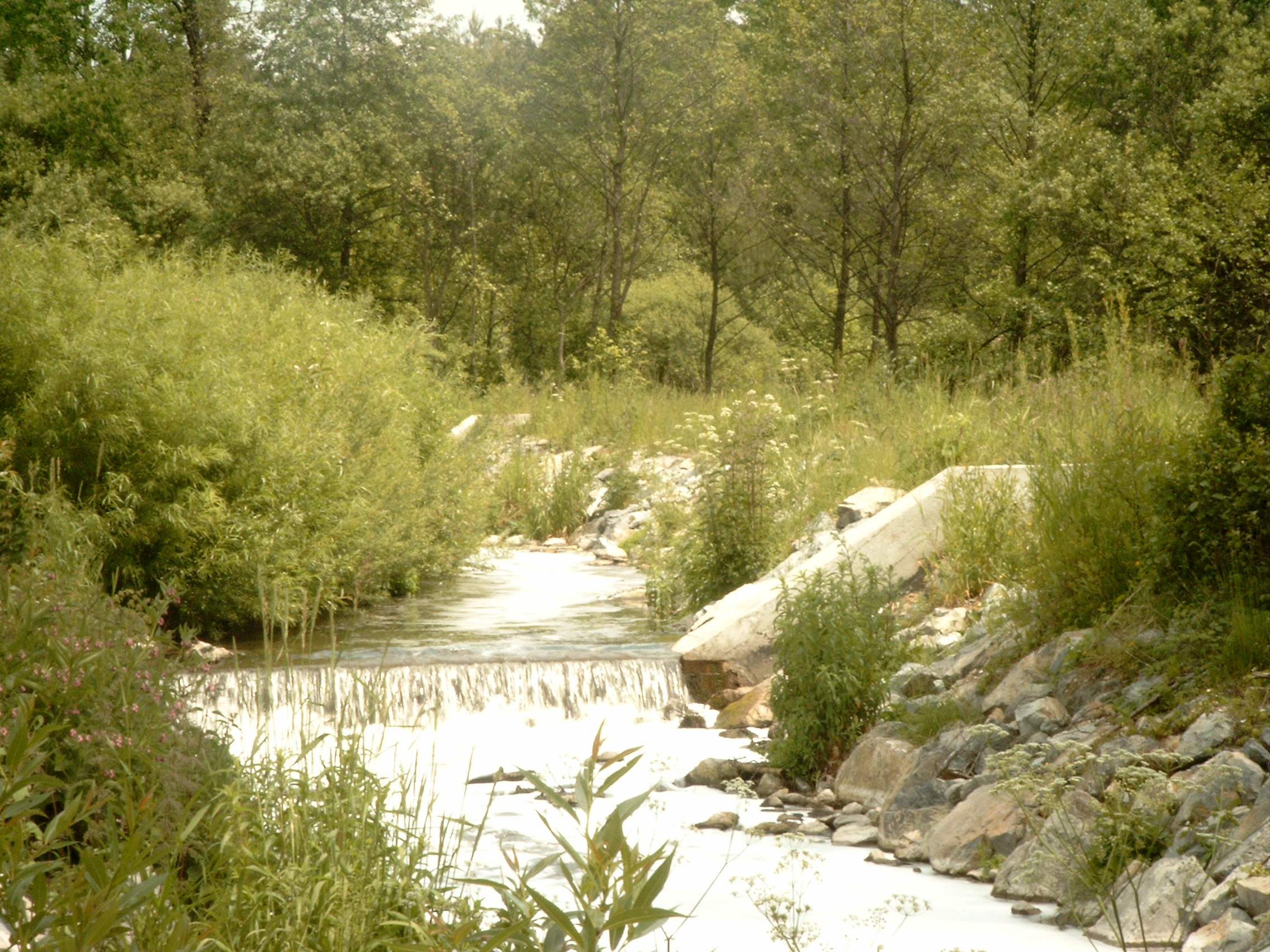
Хрзанстовиця, річка Біла Пшемша
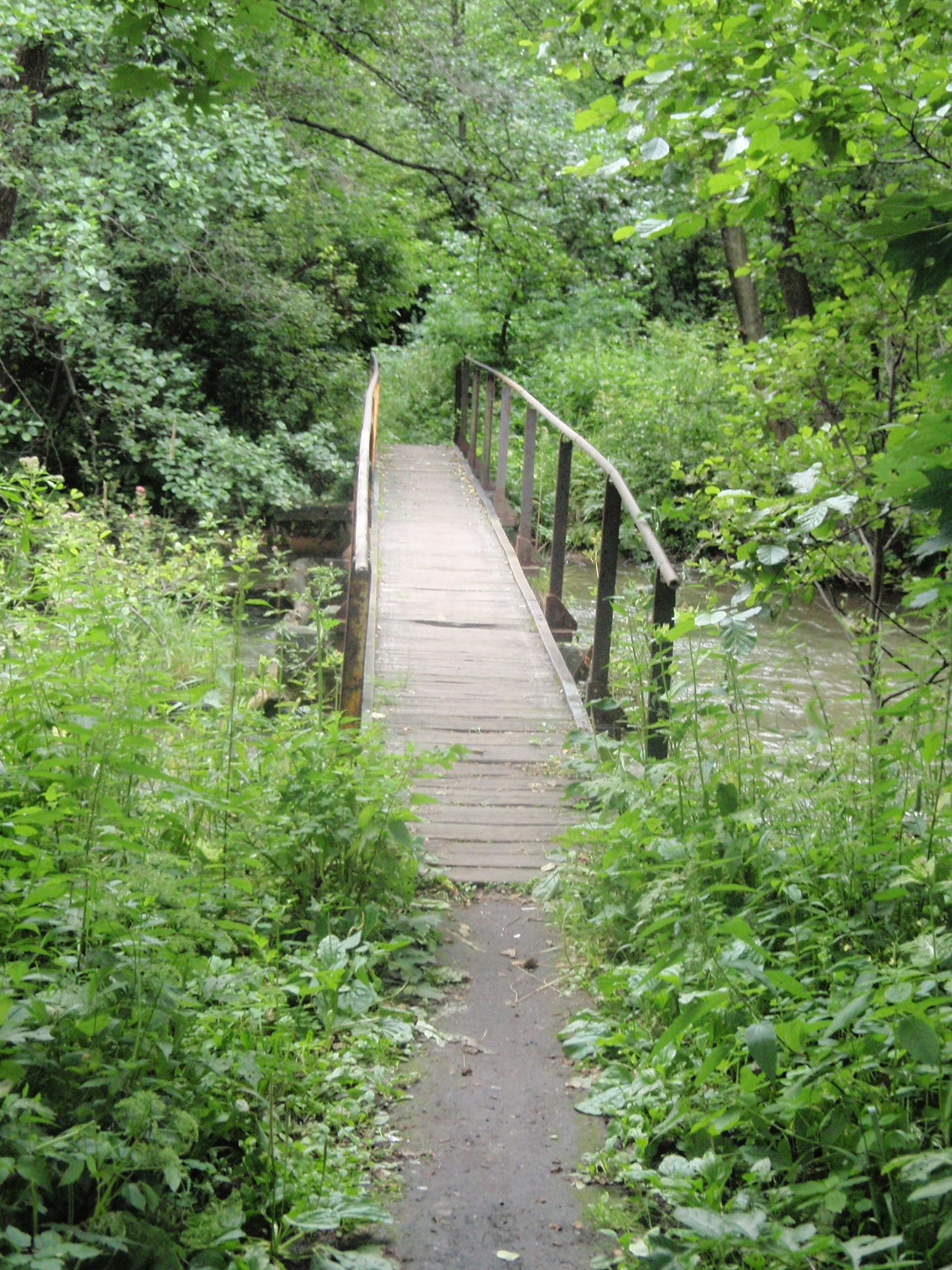
Місток над Білою Пшемшою
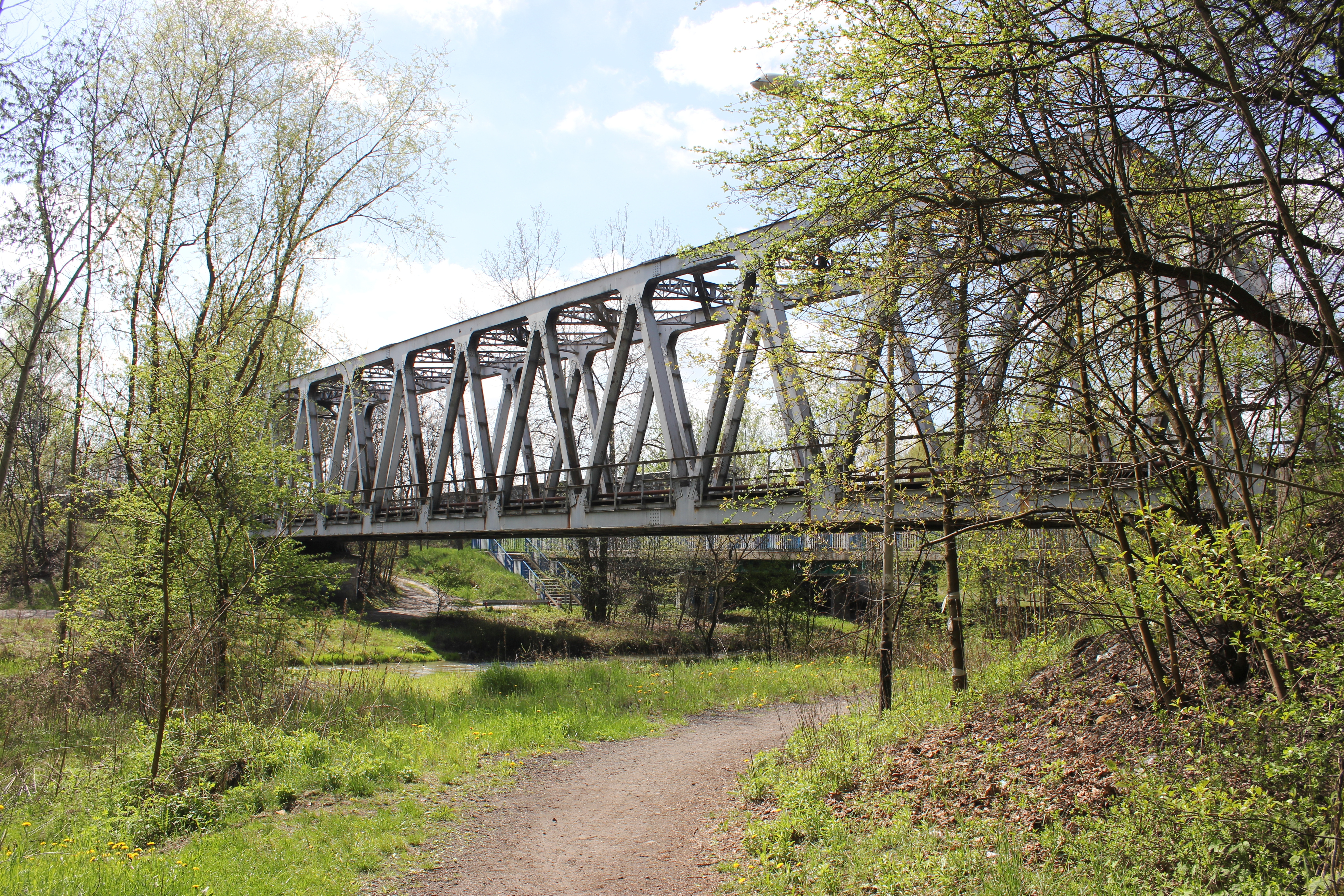
Сосновець, у Нивках залізнодорожний міст